# Clément de Saxe
Le prince Clément de Saxe (en allemand Clemens Maria Joseph Nepomuk Aloys Vincenz Xaver Franz de Paula Franz de Valois Joachim Benno Philipp Jakob Prinz von Sachsen), né le 1er mai 1798 à Dresde et mort le 4 janvier 1822 à Pise est le second fils et le quatrième des sept enfants de Maximilien de Saxe (frère de Frédéric-Auguste Ier de Saxe) et de Caroline de Bourbon-Parme. Il est membre de la Maison de Wettin.

## Biographie
Élevé avec ses deux frères, les futurs rois de Saxe Frédéric-Auguste II et Jean Ier, Clément reçoit l'instruction la plus variée. En 1815, accompagné de son frère aîné, il visite le quartier général autrichien où l'archiduc Ferdinand d'Este leur réserve l'accueil le plus bienveillant. Après avoir visité Paris et les capitales du sud de l'Allemagne, Clément et Frédéric-Auguste reviennent à Dresde en octobre 1815 où ils poursuivent leurs études avec leur frère puîné Jean.
Lors d'un voyage en Italie avec ses frères, Clément de Saxe contracte une maladie fiévreuse de courte durée et meurt à Pise le 4 janvier 1822.
Clément de Saxe est resté célibataire. Il était grand collier de l'ordre de la Couronne de Rue, chevalier des ordres de Saint-Hubert et de l'Annonciade.

## Décorations
- grand-croix de l'ordre de la Couronne de Rue (Saxe)
- Chevalier de l'ordre de Saint-Hubert (Bavière)
- Chevalier de l'Annonciade (Sardaigne)